# Synthetonychia cornua
Synthetonychia cornua är en spindeldjursart som beskrevs av Forster 1954. Synthetonychia cornua ingår i släktet Synthetonychia och familjen Synthetonychidae. Inga underarter finns listade i Catalogue of Life.